# Polish Juniors 2019
Das Polish Juniors 2019 fand als bedeutendstes internationales Nachwuchsturnier von Polen im Badminton vom 17. bis zum 20. Januar 2019 in Przemyśl statt. Es war die 30. Auflage der Veranstaltung.

## Sieger und Platzierte
| Disziplin    | Gold                    | Silber                     | Bronze                            |
| ------------ | ----------------------- | -------------------------- | --------------------------------- |
| Herreneinzel | Li Yunze                | Ye Haokun                  | Magnus Johannesen                 |
| Herreneinzel | Li Yunze                | Ye Haokun                  | Liu Liang                         |
| Dameneinzel  | Zhou Meng               | Han Qianxi                 | Lyu Xuezhou                       |
| Dameneinzel  | Zhou Meng               | Han Qianxi                 | Filippa Thyberg                   |
| Herrendoppel | Dai Enyi Feng Yanzhe    | Guan Zicong Jiang Zhenbang | William Jones Brandon Yap         |
| Herrendoppel | Dai Enyi Feng Yanzhe    | Guan Zicong Jiang Zhenbang | Jaka Ivančič Miha Masten          |
| Damendoppel  | Keng Shuliang Li Yijing | Qian Gouhong Zhou Xinru    | Zuzanna Jankowska Marie Růžičková |
| Damendoppel  | Keng Shuliang Li Yijing | Qian Gouhong Zhou Xinru    | Dai Wang Zhou Meng                |
| Mixed        | Feng Yanzhe Li Yijing   | Zheng Xunjin Qian Gouhong  | Guan Zicong Keng Shuliang         |
| Mixed        | Feng Yanzhe Li Yijing   | Zheng Xunjin Qian Gouhong  | Jiang Zhenbang Luo Xumin          |